# Pasir Jaya (Jati Uwung)
Pasir Jaya is een bestuurslaag in het regentschap Tangerang van de provincie Banten, Indonesië. Pasir Jaya telt 18.750 inwoners (volkstelling 2010).